# Cemitério de Elefantes
Cemitério de Elefantes, de Dalton Trevisan, é uma coletânea de narrativas curtas ambientadas desde um meio rural fundamentado em valores patriarcais até um contexto urbano, demonstrando, por intermédio desses contos, uma caracterização e definição do lado inescrupuloso, obscuro e frio do ser humano.
Através de uma narrativa direta e única, Dalton dá ao contexto uma forma de se entender e de se enxergar uma metáfora ali inserida.

## Contos

### O Primo
Na primeira noite ele conheceu que Santina não era moça. Casado por amor, Bento se desesperou. Matar a noiva, suicidar-se, e deixar o outro sem castigo? Ela revelou que, havia dois anos, o primo Euzébio lhe fizera mal, por mais que se defendesse. De vergonha, prometeu a Nossa Senhora ficar solteira. O próprio Bento não a deixava mentir, testemunha de sua aflição antes do casamento. Santina pediu perdão, ele respondeu que era tarde - Noiva de grinalda sem ter direito.
Se não falasse com ela, iria afogar-se no galho da pitangueira. Lavava a roupa, não deixava faltar botão, remendou a calça listada de brim. Por mais que ela se enfeitasse, com banho no rio e fita no cabelo, Bento mastigava a raiva no prato de feijão.
Nervoso, comia pouco. Quase não dormia, olho aceso no escuro. A moça estirava-se a seu lado, nada que o pudesse consolar. Não resistindo ao desejo, dispunha dela como de uma mulher-dama, sem a menor delicadeza. Aconteceu três vezes, afinal a deixou em paz.
Esquecer o agravo não podia, ofendido com o primo. Ah, se ela houvesse contado antes... Quem sabe a perdoara. E berrava palavrão, zumbia a foice no ar, golpeava a laranjeira com o machado.
O retrato de Euzébio em grupo familiar: rostinho assustado de criança. Nada mais descobriu - ela fez cruz na boca. Recortou a silhueta do piá entre as pernas dos adultos, pendurou-a no espelho e, ao fazer a barba, que tanto a estudava?
De gênio manso, agora violento e mau. Na rixa de botequim, agrediu o amigo, arrancou com os  dentes pedaço da orelha. Divertia-se matando corvo a tiro. Noite de chuva foi ao potreiro, malhou no cavalo até estropiar.
Não era o mesmo e, que todos soubessem, deixou o bigode crescer. Ventre em fogo, suor frio escorria da testa. Enrolando o cigarro de palha, a pálpebra direita não piscava sozinha? Usou o chapéu de aba derrubada.
Decidiu entregar a mulher ao sogro Narciso. Merdoso, encheu de cachaça o copo de Bento e, sim, podia receber a filha; pena estivesse fora do prazo. Por que não ficava com a menina, não dona de casa, mas criada a servir?
Nojo do velho, Bento cuspiu e esfregou com a bota. Não expulsou a mulher e desgostoso passava os dias; entrando em casa, não a podia encarar. Porque não a olhasse, ela chorava. Insistia na faina, enrolando a massa do pão, o braço enfarinhado até o cotovelo. Ainda mais triste observá-la a furto, as lágrimas escorriam sem que as enxugasse. Intrigado porque não a abandonava, tinha pena dela que, além do mais estava grávida. Se avisasse o primo que a viesse buscar? Já não sonhava abafar no travesseiro o rosto querido, antes precipitar-se do alto da pitangueira, a corda no pescoço e com berro de ódio.
Ao sair de manhã, depois do café com beiju (comovia-se ao surpreender a enorme barriga de Santina, olho vermelho de soprar as cinzas; a faceirice ingênua que, bem o sabia, já não era para ele e sim para o outro que ia nascer; os dedos rudes no afã de rendar touca - Azul ou rosa? -, prestes a iniciar o diálogo sobre a escolha do nome, para sempre esquecido o retrato no canto do espelho), reparou Bento no rapaz de sua idade com o velho Narciso à porta do botequim. Ainda pensou em voltar: Nunca se encontrara com o primo e certo de que era ele. Os dois já o tinham visto, cochichavam do segredo vergonhoso. O beiju e o café, vidro moído rasgando as entranhas - Não se aguentava de pé, olho turvo e perna trêmula.
Mal erguia as botas, enterrava-se no poço de lama. Entre clarões, no rostinho da criança distinguia o carão obsceno do primo. Os dois estancavam o riso, o velho com a boca aberta da graça interrompida. O empenho de Bento era se manter de pé. A cabeça baixa. Resfolegante ao galope do coração.
Sem se dar conta foi direto aos dois homens. Outra vez no vulto do primo o rostinho medroso do retrato. Já o velho se interpunha com um grito. Bento desprendeu o braço e, cego pelo tremor da pálpebra, encontrou na cinta o punhal. Sem palavra, atingiu na barriga o primo, fundo e uma só vez. Euzébio, as mãos vermelhas, tropeçou alguns passos, a boca no pó:
- Ele me esfaqueou!
Bento vacilava aos golpes do velho Narciso e dos outros. Esquivando-se às pancadas, sacudiu a cabeça, a faca brilhou na mão:
- Corto o primeiro que se mexer.
Correu para o rancho. Santina o esperava na porta. Ao chegar perto, ela pediu:
- Acabe com minha vida.
Encarou-a pela última vez - ela se espantou de tanto amor. O punhal caído a seus pés, deu-lhe as costas e sumiu na curva da pitangueira.
fonte: Cemitério de Elefantes, Dalton Trevisan